# Bergrun Richter
Bergrun Richter, geborene Luckow (* 9. März 1923; † 11. August 2019 in Bonn), war eine deutsche Friedensaktivistin, Lehrerin und Frauenrechtlerin.

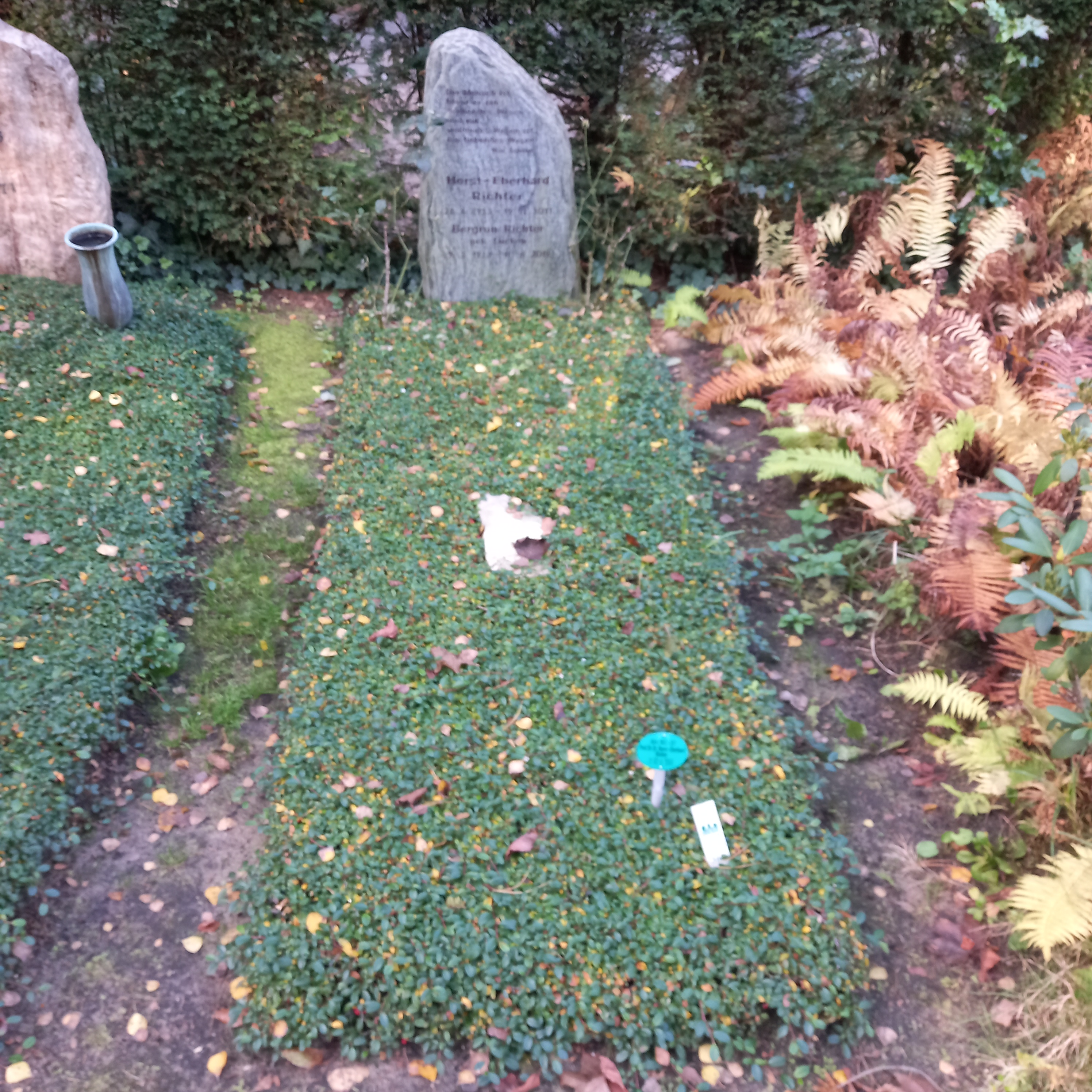
Das Grab von Bergrun Richter und ihrem Ehemann Horst-Eberhard Richter auf dem Friedhof Heerstraße in Berlin

## Leben
In Berlin studierte Bergrun Luckow Philosophie und Germanistik. 1947 heiratete sie Horst-Eberhard Richter, der als Vater der bundesdeutschen Friedensbewegung gilt. 1963 zog das Paar nach Gießen. Es hatte drei Kinder (Jutta aus der ersten Ehe von Bergrun Richter sowie aus der Ehe mit Horst-Eberhard Richter Elena und Clemens).

## Engagement
Seit den 1980er Jahren war Richter bei den Frauen für den Frieden aktiv. Sie setzte sich besonders für Flüchtlinge ein, beispielsweise während der Jugoslawienkriege. Für das Buch Frieden sichern in Zeiten des Mißtrauens, erschienen 2014, schrieb sie die Grußadresse.

## Auszeichnungen
- 2007: Bundesverdienstkreuz